# Новая Буда (Черниговская область)
Новая Буда (укр. Нова Буда) — село в Корюковском районе Черниговской области Украины. Население 22 человека. Занимает площадь 0,298 км².
Код КОАТУУ: 7422483504. Почтовый индекс: 15342. Телефонный код: +380 4657.

## Власть
Орган местного самоуправления — Забаровский сельский совет. Почтовый адрес: 15342, Черниговская обл., Корюковский р-н, с. Забаровка, ул. Гагарина, 27.